# Giuseppe Spina
Giuseppe Spina (né le 11 mars 1756 à Sarzana en Ligurie et mort le 13 novembre 1828  à Rome) est un cardinal italien du XIXe siècle.

## Biographie
Giuseppe Spina est nommé archevêque titulaire de Corinthe en 1798 et archevêque de Gênes en 1802. Il accompagne Pie VI vers Valence en 1799.
Il fait partie de la délégation pour la négociation d'un accord entre la France et le Saint-Siège en 1801.
Le pape Pie VII le crée cardinal in pectore lors du consistoire du 23 février 1801. Sa création est publiée le 29 mars 1802. Il fait partie des "cardinaux rouges", qui sont présents lors du second mariage de Napoléon en 1810. Spina participe au conclave de 1823, lors duquel Léon XII est élu pape. Il est aussi préfet du Tribunal suprême de la Signature apostolique en 1825.

## Iconographie

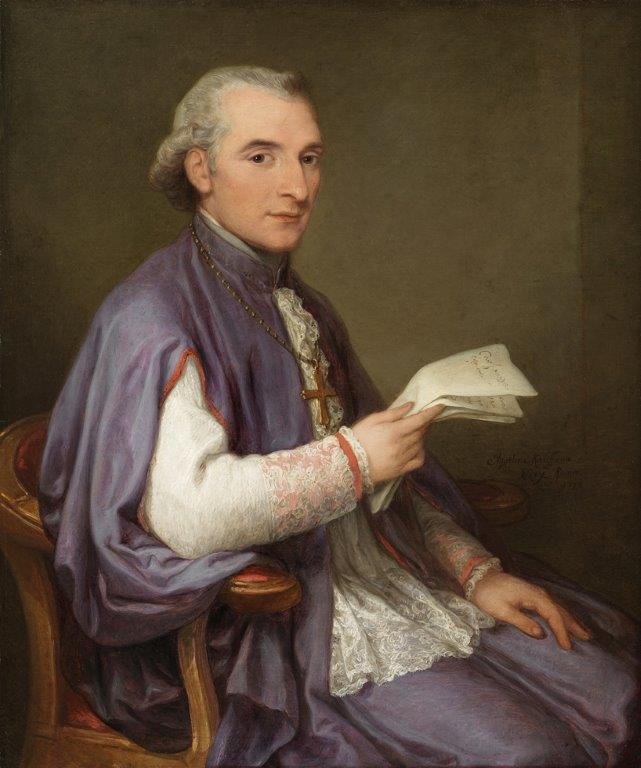
Portrait de Giuseppe Spina par Angelica Kauffmann, 1798
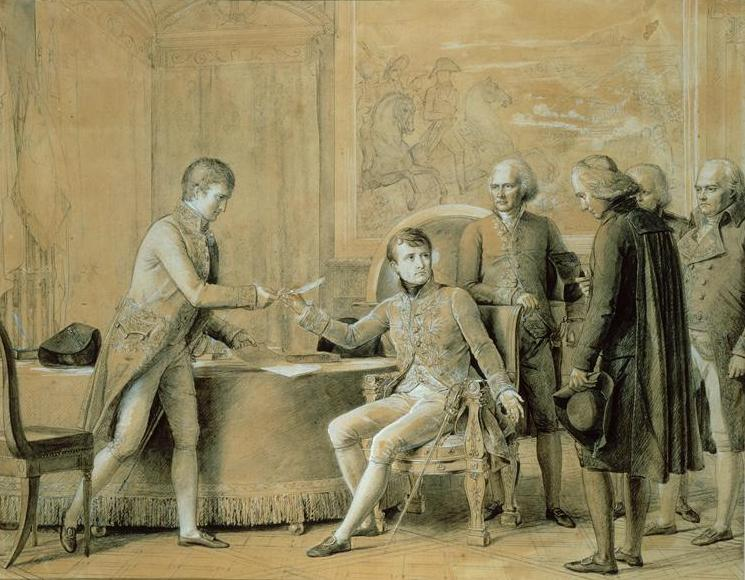
François Gérard (1770–1837), Signature du Concordat entre la France et le Saint-Siège, le 15 juillet 1801[1], Musée de l'Histoire de France (Versailles).